# Косцюшко (округ)
Косцю́шко (англ. Kosciusko County) — округ в штате Индиана, США. Официально образован в 1836 году. Назван именем польского военного деятеля, участника войны за независимость североамериканских колоний Тадеуша Косцюшко. Столица округа название в честь польской столицы Варшавы. По состоянию на 2010 год, численность населения составляла 77 358 человек.

## География
По данным Бюро переписи США, общая площадь округа равняется 1435,872 км², из которых 1376,276 км² — суша и 59,596 км² или 4,15 % — водоёмы.

## Население
По данным переписи населения 2000 года в округе проживает 74 057 жителей в составе 27 283 домашних хозяйства и 19 998 семей. Плотность населения составляет 53,00 человека на км2. На территории округа насчитывается 32 188 жилых строений, при плотности застройки около 23,00-ти строений на км2. Расовый состав населения: белые — 94,58 %, афроамериканцы — 0,60 %, коренные американцы (индейцы) — 0,25 %, азиаты — 0,55 %, гавайцы — 0,01 %, представители других рас — 2,94 %, представители двух или более рас — 1,06 %. Испаноязычные составляли 5,03 % населения независимо от расы.
В составе 35,60 % из общего числа домашних хозяйств проживают дети в возрасте до 18 лет, 60,90 % домашних хозяйств представляют собой супружеские пары проживающие вместе, 8,30 % домашних хозяйств представляют собой одиноких женщин без супруга, 26,70 % домашних хозяйств не имеют отношения к семьям, 21,90 % домашних хозяйств состоят из одного человека, 8,00 % домашних хозяйств состоят из престарелых (65 лет и старше), проживающих в одиночестве. Средний размер домашнего хозяйства составляет 2,66 человека, и средний размер семьи 3,11 человека.
Возрастной состав округа: 27,80 % моложе 18 лет, 8,70 % от 18 до 24, 29,00 % от 25 до 44, 22,60 % от 45 до 64 и 22,60 % от 65 и старше. Средний возраст жителя округа 35 лет. На каждые 100 женщин приходится 99,70 мужчин. На каждые 100 женщин старше 18 лет приходится 97,30 мужчин.
Средний доход на домохозяйство в округе составлял 43 939 USD, на семью — 49 532 USD. Среднестатистический заработок мужчины был 36 209 USD против 23 516 USD для женщины. Доход на душу населения составлял 19 806 USD. Около 4,40 % семей и 6,40 % общего населения находились ниже черты бедности, в том числе — 7,10 % молодежи (тех, кому ещё не исполнилось 18 лет) и 7,90 % тех, кому было уже больше 65 лет.